# Uchi Maius
Uchi Maius è un sito archeologico numida e poi romano della attuale Tunisia, situato a 120 km a sud-ovest di Tunisi nel governatorato di Béja, nella località odierna di Henchir Douamis, non lontano da Dougga.
Venne parzialmente scavato nell'Ottocento, le ricerche sono riprese in seguito ad una collaborazione italo-tunisina, ma i suoi 20 ha di estensione sono ancora largamente inesplorati. 

## Storia
La città è una fondazione numida del V secolo a.C.. Vi si installò una colonia di veterani di Gaio Mario dopo la sconfitta di Giugurta del 103 a.C. e ottenne il titolo di colonia romana nel 230 dall'imperatore Alessandro Severo. Fu sede episcopale nel V secolo (diocesi di Uchi Maggiore) e continuò ad esistere nel periodo vandalo e bizantino. Nel IX-XIII secolo fu sede di un insediamento arabo.

## Edifici
- Arco di Alessandro Severo
- Arco di Gordiano III
- Foro cittadino
- Tempio capitolino
- Basilica paleocristiana
- Terme (prima metà del IV secolo)
- Anfiteatro (datato tradizionalmente al III secolo)

È stato inoltre indagato il sistema di adduzione delle acque.